# Wenn schon, denn schon
Wenn schon, denn schon (Originaltitel: Two into one) ist eine 1986 von Wolfgang Spier inszenierte Boulevardkomödie von Ray Cooney, die im  Theater am Kurfürstendamm in Berlin aufgeführt wurde und durch die Fernsehaufzeichnung auch einem breiten Publikum
bekannt wurde.

## Darsteller
- Gerhard Friedrich als Richard Willey
- Karin Eickelbaum als Pamela Willey
- Inge Wolffberg als Lilly Chatterton
- Wilfried Herbst als George Adams
- Wichart von Roëll als Hotelmanager
- René Heinersdorff als Kellner Wong
- Hartwig Rudolz als Edward Bristow
- Silke Rein als Jennifer Bristow
- Adisat Semenitsch als Zimmermädchen Maria
- Jutta Klöppel als Rezeptionistin Melling

## Handlung
Staatssekretär Richard Willey logiert mit seiner Gattin Pamela in einem Hotel in London. Während seine Frau im Theater ist, plant er ein Rendezvous mit seiner Geliebten Jennifer. Sein Assistent George soll dazu für ihn unter falschem Namen ein Zimmer buchen. Dummerweise liegt dieses Zimmer genau neben dem von Richard, George verstrickt sich in allerlei Widersprüche, die den Hotelmanager misstrauisch machen und als Pamela überraschend noch mal in das Hotel zurückkommt und sich spontan zu einem Schäferstündchen mit George entschließt, beginnt eine atemberaubende Serie von Ausreden, Widersprüchen und Verwechslungen, an der auch das Zimmermädchen und der Kellner beteiligt sind. Als schließlich der Mann von Jennifer auftaucht, scheint ein Eklat unausweichlich – doch der Einfallsreichtum aller Beteiligten ist noch größer als gedacht.